# Kathleen Barry
Kathleen Barry (Siracusa, Nueva York; 22 de enero de 1941) es una socióloga feminista estadounidense. Activista en primera línea del feminismo radical en los años 60 y 70 fue pionera en la denuncia del tráfico de mujeres y la explotación sexual. Fue cofundadora de la ONG Coalición Contra el Tráfico de Mujeres (CATW) que con la Unesco planteó una serie de propuestas dirigidas a la Comisión de Derechos Humanos de las Naciones Unidas para que se considerara explícitamente como un derecho fundamental de la persona el estar libre de la explotación sexual. En 1985 recibió el Premio de la Fundación Wonder Woman por su compromiso en el empoderamiento de las mujeres. Es profesora emérita de la Universidad Estatal de Pensilvania.

## Biografía
Nació en Syracusa y fue la mayor de tres hermanos. El sueño de sus padres, explica en su biografía, era que se graduara en la escuela secundaria, que encontrara un trabajo como oficinista y que aprendiera a cocinar y coser para "completar su preparación para la feminidad" y encontrara un marido. Con el desacuerdo de su familia logró una plaza en el Oswego State Teachers College. Tuvo que dejar sus estudios en el segundo año por cuestiones económicas y logró entonces su primer trabajo como profesora. Mientras tanto el movimiento a favor de los derechos civiles llegó a Siracusa, una ciudad segregada. Kathleen tenía 20 años en 1961 y se unió al Congress of Racial Equalty (Congreso de Igualdad Racial) (CORE), fueron momentos que le marcaron especialmente en su vocación de socióloga y en su trayectoria como activista en favor de los derechos humanos.
Durante un año trabajó como voluntaria en una escuela de inmigrantes en Tejas. En 1965 dejó Tejas y se instaló en Detroit donde dio clases, continuó militando en CORE y se licenció en la Universidad Estatal de Wayne de Detroit en 1978. Estudió posteriormente un master en la misma universidad mientras trabajaba en programas contra la pobreza en el distrito.
En 1967 a los 26 años empezó a participar con otras mujeres en pequeños grupos de conciencia que surgían espontáneamente en todo el país en el marco del Movimiento de Liberación de la Mujer y del activismo de la corriente del feminismo radical. En estos grupos empezó a hablarse de aborto, violación, violencia, abusos y derecho al bienestar. El primer artículo que escribió se publicó en el primer número de Women: A Journal of Liberation. En 1972 se convirtió en la Defensora de la Mujer en la Universidad Estatal de Sacramento.
En 1979 escribió su primer libro Esclavitud Sexual de la Mujer que fue traducido en varios idiomas y que la lanzó al activismo mundial contra la explotación sexual y el tráfico de mujeres en un momento en el que apenas se denunciaba el tema. Obtuvo un doble doctorado en Sociología y Educación en la Universidad de California en Berkeley con una disertación sobre los orígenes sociales del feminismo estadounidense del siglo XIX que sería una preparación para la publicación en el año 2000 de otro de sus libros: Susan B. Anthony: Una Biografía de una Feminista Singular .
En 1981 se incorporó a la facultad de Sociología en la Universidad Brandeis para enseñar teoría feminista. En 1988 se trasladó a la Universidad Estatal de Pensilvania como socióloga en el departamento multidisciplinar de Desarrollo Humano y Estudios de la Familia.
En los años 80 se especializó en el tráfico mundial de mujeres y niños mientras empezaba a abordarse el problema en Naciones Unidas. En aquella época el movimiento feminista radical se posicionó en contra de la pornografía pero no se debatía la cuestión de la explotación de mujeres en el porno, la prostitución y el tráfico. En 1988 tras una conferencia feminista radical sobre sexualidad y liberalismo cofundó junto a Dorchen Leidholdt, la Coalición contra la Trata de Mujeres, una ONG de Naciones Unidas, con categoría II, de derechos humanos.
A través de una colaboración con la UNESCO y con el apoyo de activistas feministas de diferentes regiones del mundo, desarrolló un modelo para un nuevo derecho internacional, la Convención contra la Explotación Sexual, que haría de la prostitución, la pornografía y el tráfico sexual una violación de los derechos humanos en el derecho internacional. Suecia se convirtió en el primero de muchos países adoptaron la criminalización a los clientes que compran sexo. Vietnam, cuando comenzó a cambiar a una economía de mercado estaba al borde de ser invadida por las industrias masivas del sexo. 
En 1993 organizó en Vietnam un seminario sobre el tema y tres años más tarde editó  Vietnam's women in Transition, una colección de ensayos de feministas estadounidenses y vietnamitas.
A principios del 2000 a causa de problemas de salud se jubiló y regresó a California. Se dedicó a descansar y la pintura. En 2006 tras el tratamiento médico regresó a la escritura, al activismo y a la formación. En 2010 publicó su libro Unmaking War, Remaking Men: How Empathy Can Reshape Our Politics, Our Soldiers and Ourselves.

## Pensamiento
Considera que "La última fase en el desarrollo histórico del modelo patriarcal, de dominación masculina, es la sexualización de la mujer" y denuncia que una vez que la familia y el matrimonio no bastan para ejercer un control total sobre la mujer, porque ésta trabaja fuera de casa y consigue cierta independencia, el patriarcado reduce a la identidad de la mujer a algo puramente sexual sin otra realidad social, un nuevo mecanismo que permite seguir ejerciendo la dominación de los varones sobre las mujeres. También se posiciona en contra de la pornografía, denuncia que atentan contra los de derechos fundamentales de la persona y deben promulgarse leyes que la penalicen.
El primer libro de Barry, Female Sexual Slavery (1979) en español Esclavitud Sexual de la Mujer (1988), fue clave para la concienciación internacional sobre el tráfico de mujeres con fines de explotación sexual y fue traducido a seis lenguas. Posteriormente en 1995 publica The Prostitution of Sexuality  en la que plantea la idea de "consentimiento" en el discurso moderno liberal estadounidense y concluye que "toda forma de opresión es sostenida" mediante el aparente consentimiento del grupo o clase oprimida a su explotación. Por otro lado concluye que la normalización y aceptación de la prostitución basada en argumentos del consentimiento de las prostitutas ignora el principio de que la violación de los derechos humanos no puede ser consentida. Declara que las mujeres, como miembros de una clase oprimida bajo el patriarcado, están obligadas a "consentir" su propia explotación sexual por la sociedad, de la misma manera que un marxista diría que los trabajadores están obligados para cooperar con sus opresores, los capitalistas.

### Libros
- Female Sexual Slavery, 1979
- Vietnam's Women in Transition, 1995
- The Prostitution of Sexuality, 1995
- Susan B. Anthony: A Biography of a Singular Feminist, 2000
- Unmaking War, Remaking Men: How Empathy Can Reshape Our Politics, Our Soldiers and Ourselves, 2010

### Ensayos
- "The Vagina on Trial" (1971)
- "On the history of cultural sadism," in Against Sadomasochism: A Radical Feminist Analysis, ed. Robin Ruth Linden (East Palo Alto, Calif. : Frog in the Well, 1982.), pp. 51–65